# Kęstutis Navickas (badmintonista)
Kęstutis Navickas (ur. 13 stycznia 1984 w Kownie) – litewski badmintonista. W latach 2005–2006 grał w niemieckim klubie TV Refrath, później przeszedł do Gifhon.
Navickas brał udział w Mistrzostwa Świata w 2006 roku, przegrywając w drugiej rundzie z Indonezyjczykiem Taufik Hidayat, oraz igrzyskach w Pekinie – odpadł w 1/8 finału.